# Mass Effect 3
Mass Effect 3 — відеогра жанру Action RPG, розроблена компанією BioWare і видана Electronic Arts для Microsoft Windows, PlayStation 3, Xbox 360 та Wii U. Mass Effect 3 була випущена 6 березня 2012 в Північній Америці, 9 березня 2012 року в Австралії, Швейцарії та Польщі, 9 березня 2012 року в Європі та 12 березня в Японії. Вона є останньою грою в трилогії Mass Effect та завершує історію командера Шепарда.
За сюжетом, вторгнення Женців до Чумацького шляху, про яке попереджав Шепард, починається. Після нападу на Землю командер зі своєю командою шукає союзників для боротьби з Женцями по всій галактиці, зокрема і для визволення рідної планети.
Як і попередні частини, Mass Effect 3 отримала комерційний успіх і схвалення критиків. Однак неоднозначні закінчення гри викликали бурхливу реакцію фанатів, через що було випущене DLC «Extended Cut», яке доповнювало закінчення та пояснювало деякі моменти гри.

## Ігровий процес

### Основи
Mass Effect 3, як і попередні ігри серії, є рольовою відеогрою з видом від третьої особи, що зберігає основи ігрового процесу раніших частин. Бої відбуваються у реальному часі, де гравцеві доступна вогнепальна і холодна зброя. Гра використовує механіку шутерів від третьої особи, наприклад є можливість вести вогонь з-за укриття.
В Mass Effect 3 можна імпортувати свого персонажа з Mass Effect 2 разом з наслідками його дій. Якщо Шепард загинув у фіналі Mass Effect 2, то перенести збереження буде неможливо. Також можна почати гру, налаштувавши персонажа по-новому і вибравши варіанти основних сюжетних розвилок попередніх ігор.
Гравець може вибрати один з шістьох класів персонажа: Солдат, Адепт, Штурмовик, Інженер, Страж і Розвідник. Максимальний рівень збільшився до 50-го (в Mass Effect 2 максимальним був 30-й). Кожна навичка в Mass Effect 3 має 7 рівнів (в Mass Effect 2 — 4). Починаючи з 4 рівня з'являються альтернативні напрямки розвитку. При цьому розвинути всі навички неможливо і доводиться вибирати, створюючи власний стиль гри. Аналогічно з Mass Effect 2 гравець може скористатися «інтенсивною підготовкою» на борту корабля щоб отримати здатність одного зі своїх напарників, які, проте, стають доступними тільки після певних сюжетних подій. На відміну від Mass Effect 2 кожен клас тепер не має обмежень на зброю. Але що більше персонаж носить зброї (чим більша її маса), тим повільніше перезаряджаються уміння. Важка зброя тепер доступна тільки в певних місіях. В спеціальній майстерні зброю можна модифікувати, змінюючи її параметри

### Режими гри
Перед початком нової гри можна вибрати один з трьох її режимів, які визначають спосіб подачі сюжету.
- Режим дії (англ. Action Mode) — фокусується на боях, а не історії Mass Effect 3. В цьому режимі Шепард автоматично вибирає варіанти на сюжетних розвилках без втручання гравця.
- Рольовий режим (англ. RPG Mode) — стандартний режим Mass Effect 3. Гравець вибирає як вчинити в ситуаціях, де надається вибір, при цьому бере участь в усіх боях, самотужки творячи історію, що показується на моніторі.
- Режим оповіді (англ. Narrative Mode) — фокусується на історії, відсуваючи бої на задній план. Бої залишаються, але їхня складність зменшується, що перетворює гру на інтерактивний фільм[7].

### Бойова система
Бойова система дещо відрізняється від Mass Effect 2. Збільшилася складність боїв, їхня швидкість, ускладнився штучний інтелект противників. Але при цьому і Шепард став мобільнішим, полегшилося пересуватися в укриттях і перебіг з одного укриття в інше. Були додані перекати, індикатори гранат. Шепард отримав атаки ближнього бою, які здійснюються спеціальним лезом. Шкала здоров'я поділена на 5 комірок: частково пошкоджені комірки з часом регенеруються, повністю втрачені можна відновити тільки за допомогою меди-гелю — універсальних ліків. Багато умінь тепер можна комбінувати, тим самим завдаючи ворогам більших ушкоджень. Як і в попередніх частинах трилогії в грі наявна тактична пауза, ідентична паузі з Mass Effect 2. Вона дозволяє призупинити гру і використовувати тактичне вміння, вибрати зброю для Шепарда і команди. Також в режимі тактичної паузи відображається радар, який показує розташування найближчих ворогів і вказівник до цілі поточної місії.

### Система діалогів
Більшість сюжетних розвилок залежать від вибору при діалогах з ігровими персонажами. Під час діалогу з'являється «коло відповідей», в якому, окрім звичайних варіантів, періодично з'являються репліки переконання / залякування, які доступні при достатньому рівні репутації (Герой чи Відступник). Іноді під час розмови на екрані на кілька секунд з'являється значок Героя/Відступника. Якщо вчасно натиснути на відповідну кнопку, командеру Шепарду вдасться так чи інакше вплинути на результат подій.

### Галактична готовність
У грі була введена система «Галактичної готовності». Після виконання завдань гравець отримує військові ресурси, які потрібні у війні зі Женцями. Кількість одержуваних ресурсів залежить від вибору гравця. Усі військові ресурси сумуються, виводячи показник «Галактичної готовності», від якого залежить яка кількість військ підтримають гравця в фіналі гри, тим самим впливаючи на закінчення. Гра в мультиплеєр Mass Effect 3 також підвищує «Галактичну готовність» за допомогою системи «Галактика у війні» (англ. Galaxy at War). Крім того, вона збільшується за допомогою гри в спін-оффи основної серії: Mass Effect 3: Datapad та Mass Effect Infiltrator.

### Багатокористувацький режим
Багатокористувацький режим являє собою кооперативний режим на чотирьох гравців. В кооперативі гравцям належить відбивати хвилі супротивників (Женці, «Цербер», Гети та Колекціонери) до прибуття евакуаційного транспорту. Наприкінці кожної такої місії між Шепардом і Хаккетом відбувається короткий діалог, суть якого зводиться до того, що Шепард розчистив плацдарм, і тепер Хаккет може підтримувати там порядок. Місії мають різну складність: Бронза — легкий рівень складності; Срібло — середній; Золото — Важкий; Платина — Дуже Важкий, де 1-ша хвиля за складністю нагадує 8 хвилю рівня Золота і в ній присутні всі типи ворогів.
В кооперативі є всі класи з одиночної компанії, і представники майже всіх рас. Також в грі є магазин, в якому є шість варіантів покупки наборів предметів, що відрізняються вартістю, кількістю і потужністю предметів, і один набір складається тільки з спорядження. Видача предметів з набору проходить випадковим чином. Також в кооперативі присутні різні випробування виконуючи які гравець отримує очки. За очки можна купувати унікальні титули, які побачать всі інші гравці.

## Сюжет

### Дія
Гра є нелінійною, наведений сюжет є загальним при проходженні за персонажа-чоловіка.
Події Mass Effect 3 починаються з того, що командера Шепарда, протагоніста попередніх ігор серії, було відсторонено від польотів у зв'язку з його причетністю до вибуху Ретранслятора. Його доставляють на Землю для суду. Тим часом людські флоти мобілізуються через наближення неопізнаного ворога, з позаземними колоніями зникає зв'язок. Шепарду починають вірити, що це Женці, про яких він попереджав. Прямо під час засідання щодо долі Шепарда надходять відомості про напад на місячну базу. Женці дістаються і до Землі та безперешкодно руйнують місто, де знаходиться Шепард. Командер вибирається з руїн, при цьому йому ввижається хлопчик, який зрештою гине під атакою Женця. Екіпаж корабля «Нормандія» приходить на допомогу і командер зі своєю командою покидає планету в пошуках допомоги.
Першою зупинкою стає підозріло тиха колонія на Марсі. Її захопили війська організації «Цербер» в розпал боротьби з якими команда «Нормандії» знаходить Ліару Т'Соні і артефакт зниклої раси протеанів з кресленнями установки «Горнило», імовірно, призначеної для боротьби з Женцями. Лідер «Цербера» Привид повідомляє, що планує скористатися цією інформацією для контролю над Женцями. Дані з артефакту намагається викрасти робот «Цербера», якого Шепард з командою перемагає. Штучний інтелект «Нормандії» EDI використовує робота як своє втілення.
Шепард вирушає за допомогою до Ради Цитаделі, але та більше переймаються власними проблемами і не бажає мати справу з невідомим пристроєм протеанів. Шепард вирушає сам шукати союзників, а Хаккет береться за будівництво пристрою.
Врятувавши примарха туріанців (і знайшовши колишнього члена команди Гарруса), Шепард скликає нараду, де зустрічаються він як представник людей, туріанці, саларіанці та крогани. Туріанці, володарі найсильнішого флоту, погоджуються допомогти людям, але якщо в свою чергу отримають допомогу від кроганів, які вважаються найкращими воїнами.
Шепард з командою вирушає на рідну планету кроганів, Тучанку, де при допомозі вченого Мордіна (або його учня, якщо Мордін загинув в попередній частині) вирішує проблему вимирання кроганів. На тучанці вдається знищити прибулого туди Женця, зіткнувши його з величезним місцевим червом, якого крогани називають Калрос.
Скоро надходить повідомлення про атаку «Цербера» на Цитадель. Виявляється, що допомагав нападникам представник людей в Раді, Доннел Удіна, якого врешті вдається зупинити і покласти край діяльності «Цербера» на Цитаделі. Після цього вирішується давній конфлікт між кваріанцями і гетами, машинами, які колись повстали проти своїх творців. В результаті флоти обох рас примирюються і приєднуються до боротьби з Женцями (або один, якщо внаслідок дій гравця одна з рас буде знищена іншою). Здійснивши операцію на рідній планеті раси асарі Тессії, де знаходиться ще одне сховище інформації протеанів, Шепард вступає в бій з «Цербером», але ті встигають викрасти дані.
Шепард дізнається розташування таємної бази «Цербера», в ході атаки на яку повертає вкрадене і довідується, що для повноцінного функціонування «Горнила» необхідний якийсь «Каталізатор», який міститься на Цитаделі. Тим часом Цитадель переміщується до Землі, а в Лондоні Женці будують спеціальний пристрій для транспортування мертвих тіл людей на неї.
Альянс і всі зібрані Шепардом флоти атакують Женців, щоб отримати доступ до цього пристрою. Ціною величезних втрат Шепарду і адміралу Хаккету все-таки вдається потрапити на Цитадель. Тут вони зустрічають Привида, який вже давно повністю потрапив під контроль Женців, не усвідомлюючи цього. Вбивши Привида, або переконавши його в помилковості його поглядів, ті зупиняють його, тим самим забезпечивши успішну стиковку «Горнила» з Цитаделлю, що, однак, не активує його. Поранений Шепард непритомніє.
Після пробудження він виявляє перед собою якийсь розум у вигляді хлопчика з видінь Шепарда, який називає себе тим самим «Каталізатором». З'ясовується, що саме «Каталізатор», штучний інтелект прадавньої раси Левіафанів, створив Женців і цикли знищення рас. Каталізатор пояснює Шепарду, що «творіння завжди буде бунтувати проти свого творця, створюючи хаос», і що він був створений для знаходження способу недопущення конфліктів між органічним і синтетичним життям, таким чином досягнення ідеального життя в галактиці. Після невдалої спроби об'єднати синтетиків і органіків своїх творців воєдино, «Каталізатор» вирішив створити цикли «жатв». Сконструйовані ним Женці знищували достатньо розвинені цивілізації, зберігаючи їхній генетичний матеріал і перетворюючи кожну з них в окремого Женця, і тим самим давали розвинутися більш молодим видам, які можливо знайдуть вихід з нескінченно повторюваного протистояння творця і творіння. Але дане рішення більше не працює, оскільки сам Шепард є не передбаченим програмою Каталізатора прикладом напів-органічної та напів-синтетичної істоти, тому саме йому необхідно зробити вибір, який і визначить подальшу долю галактики.

### Закінчення
У грі доступні 3 закінчення (після виходу DLC «Extended Cut» — 4). Всі основні закінчення передбачають пошкодження Цитаделі та вистрілювання з «Горнила» променя, який розповсюджується через Ретранслятори по всій галактиці, здійснюючи вибір Шепарда. «Нормандія» з її екіпажем після цього падає на невідому придатну для життя планету. Через неназваний проміжок часу на якійсь з планет людиноподібна істота «Той, хто дивиться на зірки» розповідає дитині історію про Шепарда, яка відбувалася «дуже-дуже давно». Незалежно від вибору Шепарда, діалог в усіх закінченнях однаковий, з якого з'ясовується, що Шепард став легендою і поклав початок існування нового світу, який вже не знав загрози Женців.
Знищення (червоне закінчення): командер Шепард використовує «Горнило», щоб знищити Женців, але це знищує і все інше синтетичне життя в галактиці, включаючи дружніх гетів та EDI. Шепард, бувши наполовину синтетиком, також гине, але може вижити при готовності сил в 90 %, оскільки «Горнило» буде захищене від ворожих атак і саме воно не зазнає дії променя. Каталізатор перед цим попереджає, що колись буде створене нове синтетичне життя, яке повстане проти творців. Як наслідок хтось дійде до думки про Женців знову та створить нові цикли «жатв». Якщо готовність низька, флот не зможе захистити «Горнило», воно пошкодиться і Земля при дії пристрою буде випалена.
В епілозі «Extended Cut» розповідь ведеться від імені адмірала Хаккета, що розповідає про світле майбутнє, яке очікує галактику після перемоги над Женцями, де так само є натяк на виживання Шепарда (його імені немає на меморіальній дошці). Якщо очок готовності недостатньо, Хаккет на борту виведеного з ладу космічного корабля, дрейфуючого в космосі, висловлює надію, що нечисленні вижилі зуміють відновити зруйнований світ і не забудуть про страшну ціну, яку довелося заплатити.
Контроль (синє закінчення): тіло Шепарда розпадається, а розум оцифровується і завантажується до комп'ютера Цитаделі, заміняючи Каталізатора. Він бере управління Женцями під свій контроль. Якщо відсоток готовності зібраних гравцем військ не досить великий, то пошкоджене «Горнило» завдає інфраструктурі галактики великої шкоди, але її жителі залишаться неушкодженими.
В епілозі «Extended Cut» розповідь ведеться від особи Шепарда, який став новим Каталізатором. Женці, підкоряючись його наказам, допомагають відновити зруйноване, в тому числі й Ретранслятори. Шепард на чолі армії Женців стає охоронцем миру в Галактиці. Залежно від лінії поведінки Шепарда протягом усіх трьох частин, він обіцяє або стати стражем для більшості (Герой), або знищити всіх, хто загрожуватиме майбутньому більшості (Відступник).
Синтез (зелене закінчення): це закінчення доступне тільки в разі високого відсотка готовності галактики. Шепард кидається в енергетичний промінь «Горнила» і розпадається, стаючи зразком для вдосконалення органічного життя. Промінь через Ретранслятори створює імпульси, які об'єднують органічне і синтетичне життя в галактиці. За словами Каталізатора, при цьому виборі буде досягнута вершина еволюції, а цикли більше не знадобляться, оскільки органіки і синтетики нарешті порозумілися й примирилися.
В епілозі «Extended Cut» розповідь ведеться від особи EDI, яка розповідає про утопію, яка після цього настала. Женці діляться своїми колосальними знаннями і допомагають відновлювати зруйноване. Також згадується, що жертва Шепарда ніколи не буде забута.
Відмова (додана в DLC «Extended Cut»): командер Шепард або відмовляється вибрати якийсь з вищевказаних варіантів, або стріляє в хлопчика-Каталізатора. Той припиняє діалог і зникає. «Горнило» перестає діяти, «жатва» успішно продовжується.
В епілозі показується повідомлення Ліари про загрозу Женців, заховане глибоко під землею для прийдешніх цивілізацій. Після титрів слідує ролик, де замість «Того, хто дивиться на зірки» присутня якась жінка. З її діалогу з дитиною з'ясовується, що повідомлення Ліари не було марним — в наступному циклі Женців вдалося перемогти.

### Початковий варіант сюжету
Сценарист Mass Effect 2 Дрю Карпішин, який мав працювати на сценарієм і третьої гри серії, мав дещо інші ідеї щодо фіналу трилогії. Проте його змістив Мак Волтерс, який і написав фінальну версію. Початковий варіант, повідомлений Карпішиним в 2013 році, багатьма гравцями вважається за більш прийнятний і логічний.
За Карпішиним, використання нульового елемента та ефекту маси (звідки і назва серії) породжували темну матерію, яка спричиняла зростання ентропії всесвіту і швидке старіння зірок галактики. Вказівки на це містяться в Mass Effect 2 у завданні на планеті Гейстром. Мотивацією Женців в цьому варіанті було знайти спосіб надсвітлових подорожей без використання нульового елемента. З метою недопущення зростання ентропії вони і знищували цивілізації, що достатньою мірою опановували використання нульового елемента. Задля стимулювання розвитку цивілізацій і їх швидкого знищення в разі «хибного» розвитку були створені Ретранслятори й Цитадель. Впродовж «жатв» Женці перетворювали різні види на нових Женців, таким чином зберігаючи їхній генетичний матеріал та маючи змогу самим проводити пошуки на основі знань своїх жертв. Створення Женця з людського матеріалу до початку «жатви» пояснювалося обмаллю часу, оскільки минула війна з протеанами збільшила ентропію понад очікуване, а люди виявилися найбільш підходящими для вирішення проблеми ефекту маси. З-поміж ідей також розглядалася така, де командер Шепард виявлявся не-людиною, сам не здогадуючись про це.
Однак Дрю Карпішин висловився з приводу частих запитань про його варіант, що коли гравці не прийняли фінали Мака Волтерса, то не прийняли б і пропоновані ним.

## Завантажувані доповнення

### Для однокористувацької гри
- Mass Effect 3: From Ashes — додає нову місію і члена команди — Явіка, останнього з раси протеанів. Крім того додає два досягнення, альтернативні костюми для членів команди і зброю. Безкоштовне для власників Колекційного видання гри.
- Mass Effect 3: Extended Cut — розширює закінчення гри новою інформацією та додає варінт «Відмова».
- Mass Effect 3: Firefight Pack — додає нові види зброї.
- Mass Effect 3: Leviathan — додає нові локації на Цитаделі і місію, пов'язану з Левіафанами — творцями Женців.
- Mass Effect 3: Groundside Resistance Pack — додає нові види зброї.
- Mass Effect 3: Alternate Appearance Pack — дає альтернативні костюми для Гарруса, EDI та Ліари і броню «Цербера» для Шепарда.
- Mass Effect 3: Omega — додає місію з відвоювання космічної станції «Омега» і повертає персонажа Арію Т'лок.
- Mass Effect 3: Citadel — додає місію на Цитаделі зі злим двійником Шепарда і нові локації на ній. На відміну від інших, має значну частку гумору.

### Для багатокористувацької гри
- Mass Effect 3: Resurgence Pack — додає дві нові карти, шість персонажів, три види зброї та чотири варіанти модифікацій до неї.
- Mass Effect 3: Rebellion Pack — додає ще дві карти та шістьох персонажів, три види зброї, нове завдання і слот екіпірування.
- Mass Effect 3: Earth — додає три карти на Землі, шістьох персонажів, три види зброї та п'ять модифікацій, одинадцять бонусів, нове завдання та нову настройку складності.
- Mass Effect 3: Retaliation — додає Колекціонерів як сторону противника і бійців до старих, зброю, бонуси і перероблені версії шести карт.
- Mass Effect 3: Reckoning — додає нові класи, зброю та екіпірування[13].

## Оцінки й відгуки
| Агрегатор    | Оцінка                                                  |
| ------------ | ------------------------------------------------------- |
| GameRankings | (X360) 92.17% (PS3) 91,65 % (PC) 87,75 % (WIIU) 86,22 % |
| Metacritic   | (X360) 93/100 (PS3) 93/100 (PC) 89/100 (WIIU) 85/100    |

| Видання                                  | Оцінка |
| ---------------------------------------- | ------ |
| 1Up.com                                  | A      |
| Edge                                     | 8/10   |
| Eurogamer                                | 10/10  |
| G4                                       | 5/5    |
| Game Informer                            | 10/10  |
| GameSpot                                 | 9.0/10 |
| GameTrailers                             | 9.5/10 |
| IGN                                      | 9.5/10 |
| Official Xbox Magazine (Велика Британія) | 10/10  |
| PC Gamer (США)                           | 93/100 |

Mass Effect 3 отримала схвалення критиків і гравців, хоча фінали стали темою численних суперечок. Ендрю Рейнер з Game Informer оцінив гру в 10 балів з 10 і зауважив, що «BioWare було довірено одну з найбільш затійливо створених історій». Т'єрі Нгуєн з 1UP.com дав грі оцінку «A» і підсумував свій огляд, «Хоча Mass Effect 3 часом спотикається, це факт, що вона є прекрасною кульмінацією моєї власної історії Шепарда та однією з найзначніших рольових ігор року.» Edge оцінили гру 8/10 зі словами: «Вона спантеличлива для нових гравців, надто зайнята прив'язкою до ліній, що ведуть до провисаючих програшних фіналів, і провалюється в становленні самостійною грою, як її попередники. Однак вона має блискуче, потужне зображення і драматично розвиває фінальний акт як одна з найбагатших науково-фантастичних саг.» Том Френсі з PC Gamer U.S. оцінив у 93/100 та закінчив наступним чином: «…кінець серії змішаний. Задовільний в деяких місцях, абсурдний в інших, і на диво простий. Але сам масштаб кінця пригоди — і музика протягом грального процесу — дають емоційне потрясіння, яке далеко відкидає вантаж сюжету.»

### Суперечки щодо фіналу
Попри схвалення гри загалом, її фінали отримали різке несхвалення гравців. Основним недоліком називалася фактична відсутність різниці між ними, незалежно від дій гравця протягом всіх ігор трилогії. На форумах і тематичних ресурсах розгорілися суперечки щодо «фальшивості» фіналів, в тому числі з детальними обґрунтуваннями. Найбільшого поширення набула так звана «теорія задурманювання», згідно якої події на Цитаделі в кінці гри відбуваються в уяві командера Шепарда, де Женці підштовхують його здатися, створюючи ілюзію вирішення проблеми не знищуючи їх. Головними аргументами називалися: численні відсилки до попередніх ігор (світ навколо складений із вже баченого командером раніше), непояснені переміщення персонажів, бачення хлопчика-Каталізатора лише Шепардом, нескінченний боєзапас на Цитаделі, віддзеркалені написи на Цитаделі та зображення фіналів Контролю і Синтезу як позитивних, а Знищення як негативного, тоді як Шепард боровся саме за знищення Женців. Деякі гравці зауважили, що Шепард впродовж гри чує дивні звуки, що в романах за всесвітом Mass Effect згадувались як ознаки взяття розуму під контроль Женцями. Втім, «Теорію задурманювання» підтримують лише близько 20 % гравців. Найпопулярнішими фіналами обиралися знищення Женців та «відмова», близько 30 % на кожен. Багато хто чекав виходу «справжніх» фіналів у гаданому DLC «The Truth». Вважалося, що після вибору фіналу «Знищення» Шепард отямиться під уламками на Землі та вступить у фінальну битву.
Один з гравців під псевдонімом LoganKey висловив своє ставлення до фіналів, влаштувавши акцію з надсилання до офісу BioWare 402 різнокольорових кексів з однаковим смаком під девізом: «Неважливо, який колір обрати, смак всіх однаковий» BioWare похвалили учасників акції за зусилля, але «подарунку» не прийняли, відправивши кекси благодійним організаціям. DLC «The Truth» ніколи не виходило і не було в планах BioWare, проте розширення фіналів відбулося в DLC «Extended Cut».
Співавтор фінального варіанту сюжету, Кріс Геплер в інтерв'ю 1 лютого 2021 року повідомив: «Якщо ви трохи задумаєтесь, жоден із трьох варіантів не є абсолютно моральним чи „правильним“ рішенням для всіх. Знищення може не вирішити проблему ШІ та органіків; Контроль вигідний Женцям; навіть Синтез, який важче отримати, ніж решту два, і здається, приніс би постійний мир, в основі порушує загальну автономію в цілій галактиці без згоди на те». Також, він зазначив, що в описі дії «Горнила» для власного варіанту фіналу, надихався романом Ненсі Кресс «Ймовірнісний Місяць» (2000). Подібно до тамтешньої зброї, постріл «Горнила» діяв би на матерію з великою атомною вагою, тому був би нешкідливий для органіки. Щодо «Теорії задурманювання», Геплер відгукнувся: «Теорія задурманювання — це справді цікава теорія, але вона цілком створена фанатами… Ми не були такими розумними. Безумовно, робіть моди, пишіть про це фанфіки — чим би дитя не тішилось, адже це класний спосіб інтерпретувати гру. Але це не був наш задум. Ми цього не писали».